# Råvuojaure
Råvuojaure är en sjö i Gällivare kommun i Lappland och ingår i Kalixälvens huvudavrinningsområde. Sjön har en area på 0,193 kvadratkilometer och ligger 612 meter över havet. Råvuojaure ligger i Sjaunja Natura 2000-område. Sjön avvattnas av vattendraget Råvvojåkka.

## Delavrinningsområde
Råvuojaure ingår i det delavrinningsområde (749511-166941) som SMHI kallar för Ovan 749590-167354. Medelhöjden är 577 meter över havet och ytan är 21,05 kvadratkilometer. Det finns inga avrinningsområden uppströms utan avrinningsområdet är högsta punkten. Råvvojåkka som avvattnar avrinningsområdet har biflödesordning 3, vilket innebär att vattnet flödar genom totalt 3 vattendrag innan det når havet efter 344 kilometer. Avrinningsområdet består mestadels av skog (42 procent), sankmarker (32 procent) och kalfjäll (25 procent). Avrinningsområdet har 0,25 kvadratkilometer vattenytor vilket ger det en sjöprocent på 1,2 procent.